# Chironomus aquaeducti
Chironomus aquaeducti är en tvåvingeart som först beskrevs av Matsumura 1917.  Chironomus aquaeducti ingår i släktet Chironomus och familjen fjädermyggor. Inga underarter finns listade i Catalogue of Life.